# Bernard Cywinski
Bernard J. Cywinski (29 de março de 1940 - 2 de março de 2011) foi um arquiteto norte-americano, cujos trabalhos incluíram o Liberty Bell Pavilion construído em 2003, que abriga o Sino da Liberdade no Independence National Historical Park, na Filadélfia, Pensilvânia.